# Heilig-Hartcollege (Heist-op-den-Berg)
Het Heilig-Hartcollege is een katholieke school voor basis- en middelbaar onderwijs  in Heist-op-den-Berg. Inrichtende macht is het bisdom Antwerpen. In het secundair onderwijs is er een breed keuzeaanbod algemeen secundair onderwijs, in technisch secundair onderwijs wordt handel, sport en techniek-wetenschappen aangeboden, in het beroepssecundair onderwijs office & retail en verzorging-voeding. In het secundair onderwijs telt de school in 2023 meer dan 1.300 leerlingen.

## Geschiedenis
Het Technisch Instituut Maria-Boodschap  was in 1919 gesticht door de Zusters Annonciaden van Huldenberg. Ze trokken zich terug uit de school aan de Kloosterstraat in 1978 en het bisdom nam het bestuur over. Het decanaat van Heist-op-den-Berg nam in 1960 de Beroeps- en Middelbare Handelsschool over van de Broeders van Scheppers. Deze school was in 1947 gesticht. In 1961 werd de school gesplitst in twee aartsbisschoppelijke instituten, het Heilig Hartcollege en het Heilig Hartinstituut-Technische Handelsschool. De huidige school ontstond in 1985 uit de fusie van vier scholen: de Maria Boodschaphumaniora, het Technisch Instituut Maria Boodschap, het H. Hartinstituut en het H. Hartcollege. 
De school vernieuwde in verschillende fases tussen 2015 en 2018 haar gebouwen aan de Biekorfstraat voor een bedrag van 35 miljoen euro. De nieuwe campus bestaat uit de hoofdsite waar de middenschool (de eerste graad - 3.850 m²), bovenbouw (tweede en derde graad van het secundair - 6.636 m²) en sporthal van 2.800 m² zijn ingeplant. De site aan de overkant van de straat met de basisschool (2.358 m²) is ook volledig vernieuwd met kleuterklassen en een lagere school. 
De eerste fase aan al deze gebouwen startte in oktober 2015, de tweede een jaar later. De campus was in 2018 afgewerkt.
De oude tweede site van de school op het hoogste punt van de gemeente aan de Kloosterstraat en de Kerkhofstraat, een complex uit de jaren veertig op een site van 1,44 ha werd verkocht voor 4,7 miljoen euro, wordt grotendeels afgebroken en wordt een complex van vier appartementsgebouwen met 85 appartementen waaronder vele assistentiewoningen. De oudere delen van de school uit het interbellum bevonden zich aan de Biekorfstraat en waren al volledig vervangen door nieuwbouw.